# 拉迪姆·尼奇
拉迪姆·尼奇（捷克語：Radim Nyč，1966年4月11日—），捷克男子越野滑雪运动员。他曾代表捷克斯洛伐克参加1988年和1992年冬季奥林匹克运动会越野滑雪比赛，其中1988年冬季奥运会获得一枚铜牌。